# Dantumadiel
Dantumadiel é um município dos Países Baixos, situado na província da Frísia. Tem 87,53 km² de área e sua população em 2020 foi estimada em 18.928 habitantes.